# Chelsea Quinn Yarbro

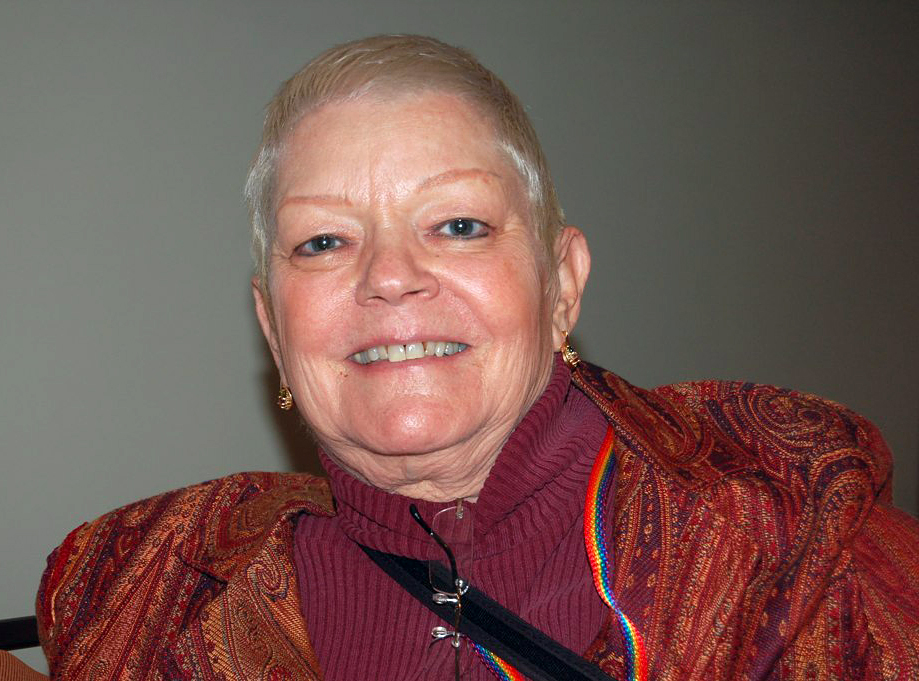
Chelsea Quinn Yarbro (2009)

Chelsea Quinn Yarbro (* 15. September 1942 in Berkeley, Kalifornien) ist eine US-amerikanische Schriftstellerin finnisch-italienischer Abstammung, bekannt vor allem als Autorin von historischen Horrorromanen, Fantasy und Science-Fiction.

## Leben
Yarbro studierte bis 1963 an der San Francisco State University und konnte bereits 1964 ein erstes Theaterstück (The Crook-Backed King) auf die Bühne bringen. Sie hat nach ihrer ersten gedruckten Story 1969 mehr als 70 Romane und zahlreiche Kurzgeschichten verfasst, zum Teil unter den Künstlernamen Terry Nelson Bonner, Quinn Fawcett, T. C. F. Hopkins oder Trystam Kith.
Seit schreibt sie 1969 in den Bereichen Fantasy, historische Romane, Horror, Jugendliteratur, Science-Fiction und Western. Am bekanntesten ist ihre historische Horror-Serie um den Vampirgrafen Saint Germain (ab 1978), die sich an den historischen Grafen von Saint Germain anlehnt. Von 1988 bis 1990 war sie Präsidentin der Vereinigung Horror Writers of America, heute Horror Writers Association (HWA).
Neben dem Schreiben arbeitete Yarbro als Kartografin, legte Tarot-Karten, war Handleserin und komponiert Musik. Sie hat Musiktheorie studiert und beherrscht sieben Instrumente.

## Auszeichnungen
- 1998: Lord Ruthven Award für den Roman Writ in Blood
- 2003: World Horror Grandmaster für das Lebenswerk
- 2006: International Horror Guild Award als Living Legend
- 2006: Premio Italia für den Roman Hotel Transylvania (Hotel Transilvania)
- 2009: Bram Stoker Award für das Lebenswerk
- 2014: World Fantasy Award für das Lebenswerk

## Bibliografie

### Serien
Die Serien sind nach dem Erscheinungsjahr des ersten Teils geordnet.
Saint-Germain
Count of Saint-Germain:
- 1 Hotel Transylvania (1978)
  - Deutsch: Hotel Transylvania. Festa Nosferatu #1403, 2003, ISBN 3-935822-57-X.
- 2 The Palace (1979)
  - Deutsch: Palast der Vampire. Festa Nosferatu #1412, 2005, ISBN 3-86552-012-X.
- 3 Blood Games (1979)
- 4 Path of the Eclipse (1981)
- 5 Tempting Fate (1982)
- 6 The Saint-Germain Chronicles (1983) [C]
- 7 Darker Jewels (1993)
- 8 Better in the Dark (1993)
- 9 Mansions of Darkness (1996)
- 10 Writ in Blood (1997)
- 11 Blood Roses (1998)
- 12 Communion Blood (1999)
- 13 Come Twilight (2000)
- 14 A Feast in Exile (2001)
- 15 Night Blooming (2002)
- 16 Midnight Harvest (2003)
- 17 Dark of the Sun (2004)
- 18 States of Grace (2005)
- 19 Roman Dusk (2006)
- 20 Borne in Blood (2007)
- 21 Saint-Germain: Memoirs (2008) [C]
- 22 A Dangerous Climate (2008)
- 23 Burning Shadows (2009)
- 24 An Embarrassment of Riches (2011)
- 25 Commedia della Morte (2012)
- 26 Night Pilgrims (2013)
- 27 Sustenance (2014)

Kurzgeschichten:
- Seat Partner (1979)
- Cabin 33 (1980)
- Art Songs (1981)
- The Spider Glass (1981)
- Renewal (1982)
- Investigating Jericho (1992)
  - Deutsch: Ermittlungen in Sachen Jericho. In: Ronald M. Hahn (Hrsg.): Ebenbilder. Heyne Science Fiction & Fantasy #5004, 1993, ISBN 3-453-06231-0.
- Intercession (2003)
- A Gentleman of the Old School (2005)
  - Deutsch: Ein Gentleman der Alten Schule. In: Jeff Gelb, Del Howison (Hrsg.): Dark Delicacies: Leckerbissen des Bösen. Festa Horror TB #1525, 2009, ISBN 978-3-86552-087-6.
- Harpy (2007)
- Lost Epiphany (2008)
- Tales Out of School (2008)

Sammlung:
- The Vampire Stories of Chelsea Quinn Yarbro (1994)

Atta Olivia Clemens:
- A Flame in Byzantium (1987)
- Crusader’s Torch (1988)
- A Candle for D’Artagnan (1989)

Madelaine de Montalia:
- 1 Out of the House of Life (1990)
- In the Face of Death (2004)

Michael (Sammlungen spiritistischer Botschaften)
- 1 Messages from Michael (1979)
  - Deutsch: Michael: Mensch sein. Edition Borg, Zürich 1998, ISBN 3-905582-00-7.
- 2 More Messages from Michael (1986)
- 3 Michael’s People (1988)
- 4 Michael for the Millennium (1995)

The Fleet (Kurzgeschichten)
- Durga Hajit (1988)
- Tarnhelms (1991)

Charles Spotted Moon
- 1 Ogilvie, Tallant & Moon (1976, auch als Bad Medicine, 1990)
- 2 Music When Sweet Voices Die (1979, auch als False Notes, 1991)
- 3 Poison Fruit (1991, auch als Poisonous Fruit, 2009)
- 4 Cat’s Claw (1992, auch als Dead Mice, 2009)

The Harriers (Kurzgeschichten, mit Gordon R. Dickson)
- Of War and Codes and Honor (1991)
- Down Among the Dead Men (1993)

Mycroft Holmes (mit Bill Fawcett als Quinn Fawcett)
- 1 Against the Brotherhood (1997)
- 2 Embassy Row (1998)
- 3 The Flying Scotsman (1999)
- 4 The Scottish Ploy (2001)

Sisters of the Night
- 1 The Angry Angel (1998)
- 2 The Soul of an Angel (1999)

Trouble in the Night (als Trystam Kith)
- 1 A Cold Summer Night (2004)
- 2 A Bright Winter Sun (2004)

The Vildecaz Talents
- 1 Nimuar’s Loss (2007) [also as by Camille Gabor]
- 2 Deceptive Oracle (2007)
- 3 Agnith’s Promise (2007)
- The Vildecaz Talents (2014, Sammelausgabe von 1–3)

Chesterton Holte
- 1 Haunting Investigation (2015)
- 2 Living Spectres (2016)

### Einzelromane
- Time of the Fourth Horseman (1976)
  - Deutsch: Der vierte apokalyptische Reiter. Bastei Lübbe Science Fiction Bestseller #22015, 1979, ISBN 3-404-01426-X.
- False Dawn (1978)
  - Deutsch: Falsche Dämmerung. Heyne Science Fiction & Fantasy #3744, 1980, ISBN 3-453-30647-3.
- Ariosto (1980)
- Sins of Omission (1980)
- Dead & Buried (1980)
- Hyacinths (1983)
- The Godforsaken (1983)
- Locadio’s Apprentice (1984)
- Nomads (1984)
- Four Horses for Tishtry (1985)
- A Mortal Glamour (1985)
- To the High Redoubt (1985)
- A Baroque Fable (1986)
- Floating Illusions (1986)
- Firecode (1987)
- Taji’s Syndrome (1988)
- Beastnights (1989)
- The Law in Charity (1989)
- Crown of Empire (1994, Crisis of Empire #4)
- Monet’s Ghost (1997)
- Dark Light (1999, Shattered Light #2)
- Magnificat (1999)
- Alas, Poor Yorick (2002)
- Outrageous Fortune (2002, The Merchant Prince #2, mit Armin Shimerman)
- Arcane Wisdome (2014)

### Kurzgeschichten
- The Posture of Prophecy (1969)
- Frog Pond (1971)
  - Deutsch: Am Froschteich. In: Wolfgang Jeschke (Hrsg.): Science Fiction Story Reader 7. Heyne Science Fiction & Fantasy #3523, 1977, ISBN 3-453-30389-X.
- A Time of the Fourth Horseman (1972)
- False Dawn (1972)
- Everything That Begins with an "M" (1972)
- The Ghosts at Iron River (1973)
- The Meaning of the Word (1973)
- Un Bel Di (1973)
- Who Is Sylvia? (1974, mit Thomas N. Scortia)
- Training Twofoots (1974)
- Into My Own (1975)
  - Deutsch: Der Dichter und der Roboter. In: H. J. Alpers (Hrsg.): Countdown. Droemer Knaur (Knaur Science Fiction & Fantasy #5711), 1979, ISBN 3-426-05711-5.
- Dead in Irons (1976)
  - Deutsch: Tödliche Flaute. Übersetzt von Ulrich Kiesow. In: Michael Nagula (Hrsg.): Der zeitlose Traum. Ullstein Science Fiction & Fantasy #31080, 1984, ISBN 3-548-31080-X. Auch als: Geisterschiff. Übersetzt von Thomas Gröden. In: Jack Dann, George Zebrowski (Hrsg.): Zwölfmal schneller als das Licht. Bastei Lübbe Science Fiction Special #24101, 1987, ISBN 3-404-24101-0.
- Lammas Night (1976)
- The Fellini Beggar (1976)
- Allies (1977)
  - Deutsch: Das Ungeheuer vom Sumpf. In: Roy Torgeson (Hrsg.): Das Ungeheuer vom Sumpf. Moewig (Playboy Science Fiction #6729), 1982, ISBN 3-8118-6729-6.
- The Generalissimo’s Butterfly (1978)
  - Deutsch: Der Schmetterling des Generalissimus. In: Herbert W. Franke (Hrsg.): Science Fiction Story Reader 12. Heyne Science Fiction & Fantasy #3655, 1979, ISBN 3-453-30569-8.
- Space/Time Arabesque (1978)
- Disturb Not My Slumbering Fair (1978)
- Swan Song (1978)
- Best Interests (1978)
  - Deutsch: Deine Interessen. In: Roy Torgeson (Hrsg.): Die verdorbene Frau. Moewig (Playboy Science Fiction #6720), 1981, ISBN 3-8118-6720-2.
- Fugitive Colors (1979)
  - Deutsch: Fluchtfarben. In: Roy Torgeson (Hrsg.): Am Vorabend des St. Poleander-Tages. Moewig (Playboy Science Fiction #6716), 1981, ISBN 3-8118-6716-4.
- Savory, Sage, Rosemary, and Thyme (1981)
- On St. Hubert’s Thing (1982)
- The Arrows (1983)
- Coasting (1983)
- Depth of Focus (1984)
- Do Not Forsake Me, O My Darlin’ (1984)
- The End of the Carnival (1984)
- Night Catch (1985)
- Do I Dare to Eat a Peach? (1985)
- Such Nice Neighbors (1985)
- Lapses (1986)
- Night Mare (1988)
- Cold Supper (1990)
- Fruits of Love (1990)
- Day 17 (1990)
- Become So Shining That We Cease to Be (1991)
- Confession of a Madman (1991)
- Advocates (1991, mit Suzy McKee Charnas)
- A Writ of Habeas Corpus (1991)
- Salome (1991)
- Novena (1992)
  - Deutsch: Novene. In: Dennis Etchison (Hrsg.): Metahorror. Heyne Allgemeine Reihe #9773, 1996, ISBN 3-453-09299-6.
- Echoes (1993)
- The Creatures That Walked in Darkness (1993)
- Whiteface (1993)
- Restoration Comedy (1993)
- A Question of Patronage: A Saint-Germain Story (1994)
- Do Not Pass Go Do Not Collect $200 (1994)
- Catching Dreams (1995)
- Tin Lizzies (1995)
- In the Face of Death (2000)
- Giotto’s Window (2000)
- Traditional Values (2001)
- Long-Term Investment (2001)
- Siren Song (2002)
- Inappropriate Laughter (2002)
- Renfield’s Syndrome (2002)
- Fugues (2003)
- The Ice Prince (2003)
- Sugar Skulls (2006)
- A New Interpretation of the Liggerzun Text (2006, nach Edgar Allan Poe)
- Miss Faversham’s Room (2007)
- Endra – from Memory (2008)
- Trial Run (2008)
- Genius Loci (2008)
- And Bob’s Your Uncle (2010)
- Thy Spinning Wheel Compleat (2010)
- Quadruple Whammy (2013)
- The Gold Bug Conundrum (2015)
- With the Exotics (2016)

Sammlungen
- Cautionary Tales (1978)
- Signs & Portents (1984)
- Apprehensions and Other Delusions (2003)

### Anthologien (als Herausgeber)
- Two Views of Wonder (1973, mit Thomas N. Scortia)
- Beyond the Gate of Worlds (1991, mit Robert Silverberg und John Brunner)
- Strangers in the Night (1995, mit Anne Stuart and Maggie Shayne)